# Prónay Dezső
Báró tótprónai és blatnicai Prónay Dezső (Pest, 1848. október 22. – Acsa, 1940. április 7.) politikus, evangélikus egyházi vezető.

## Élete
Prónay Gábor (1812–1875) és Podmaniczky Karolina fiaként született 1848. október 22-én Pesten, de születését november 14-én Acsán anyakönyvezték, ahol abban az időben már állt a család kastélya. (Az anyakönyvbe négy keresztnévvel, mint Prónay Dezső Gáspár Vilmos Gábort jegyezte be a nevét a keresztelője, Braxatoris Károly acsai evangélikus lelkész.) Keresztapja Radvánszky Antal zólyomi főispán volt, keresztanyja pedig egy koppenhágai születésű dán grófnő.
A főiskolát Pozsonyban és Pesten, az egyetemet Berlinben és Lipcsében végezte el. 1874-től képviselő lett. Később a Ghyczy Kálmán-féle középpárt tagja volt. 1874 és 1883 között a Dunántúli Evangélikus Egyházkerület felügyelője volt Karsay Sándor püspök elnöktársaként. 1882-ben és 1888-ban ismét képviselő lett, de immár (az ellenzéket erősítő) pártonkívüliként. A főrendiházban is ellenzéki tag volt, és azok közül is az egyik legtevékenyebb. 1905-06-ban részt is vett a törvényes nemzeti ellenállásban.
1883-tól 1917-ig a Magyarországi Evangélikus Egyház egyetemes felügyelőjeként is működött, mely tisztségről egészségi állapotának romlása miatt kényszerült lemondani. 1917-ben a debreceni egyetem díszdoktorrá avatta. 1927-től a felsőház tagja lett, de rövid idő után onnan is visszavonult magánéletébe. Ennek ellenére Pest-Pilis-Solt-Kiskun vármegye közgyűlésein haláláig részt vett.